# Felipe Massafera
Felipe Massafera (Mogi Mirim, 1985) é um quadrinista brasileiro. Começou a trabalhar em 2006 no mercado de quadrinhos norte-americano como capista da DC Comics e da Avatar Press. No Brasil, lançou em 2010 a graphic novel Jambocks! (roteiro de Celso Oliveira Menezes, publicado pela Zarabatana Books), sobre a participação da Força Aérea Brasileira na Segunda Guerra Mundial. Com esse trabalho, Felipe ganhou o 23º Troféu HQ Mix em 2011 na categoria "Novo talento - desenhista". Ainda em 2011, foi convidado a participar da segunda edição do projeto MSP 50, coletânea de quadrinistas independentes em homenagem à obra de Mauricio de Sousa.